# 阿羅魯迪斯·查普曼
阿爾伯汀·阿羅魯迪斯·查普曼·德·拉·克魯茲（西班牙語：Albertin Aroldis Chapman de la Cruz，1988年2月28日—），出生於古巴，外號古巴特快車、古巴飛彈，為美國職棒大聯盟的投手，目前效力於波士頓紅襪。查普曼的身高，體重，在2010年投出大聯盟最快球速紀錄的105.8英里每小時（170.3每小時），並獲金氏世界紀錄認證為男性投手的最快球速紀錄。

## 投奔自由
2007年，查普曼代表古巴參加在台灣舉辦的2007年世界盃棒球賽。2008年3月，查普曼第一次試圖逃亡海外，但最後失敗，被帶往位於哈瓦那的總統官邸，領導人勞爾·卡斯楚判他緩刑。之後查普曼代表古巴參加2008年夏季奧林匹克運動會及2009年世界棒球經典賽。在2009年7月於荷蘭舉行的港口盃國際棒球邀請賽，抵達荷蘭以後查普曼與隊友一起通過海關，隨即前往下榻飯店。直到他們抵達飯店check-in時，古巴棒協人員均未如往常般地集中保管球員的護照。擁有護照，查普曼除了便於證明自己的身分，更有助於他在另一國取得居留權，因為他必須取得某國的居留權，才能以自由球員身分赴美打球。查普曼先在房間內休息片刻，並趁機播了通電話給他在荷蘭當地的友人，過沒多久，他告訴隊友想下樓抽菸，就帶了護照與一包菸下樓。查普曼先走到大廳，他毫無阻攔地走出飯店，在飯店外等了5分鐘，隨後衝上友人的座車離去。投奔自由後獲得安道爾的居留權，而有自由球員資格可以加入和美國職棒大聯盟的球隊簽約。

## 職業生涯

### 辛辛那提紅人

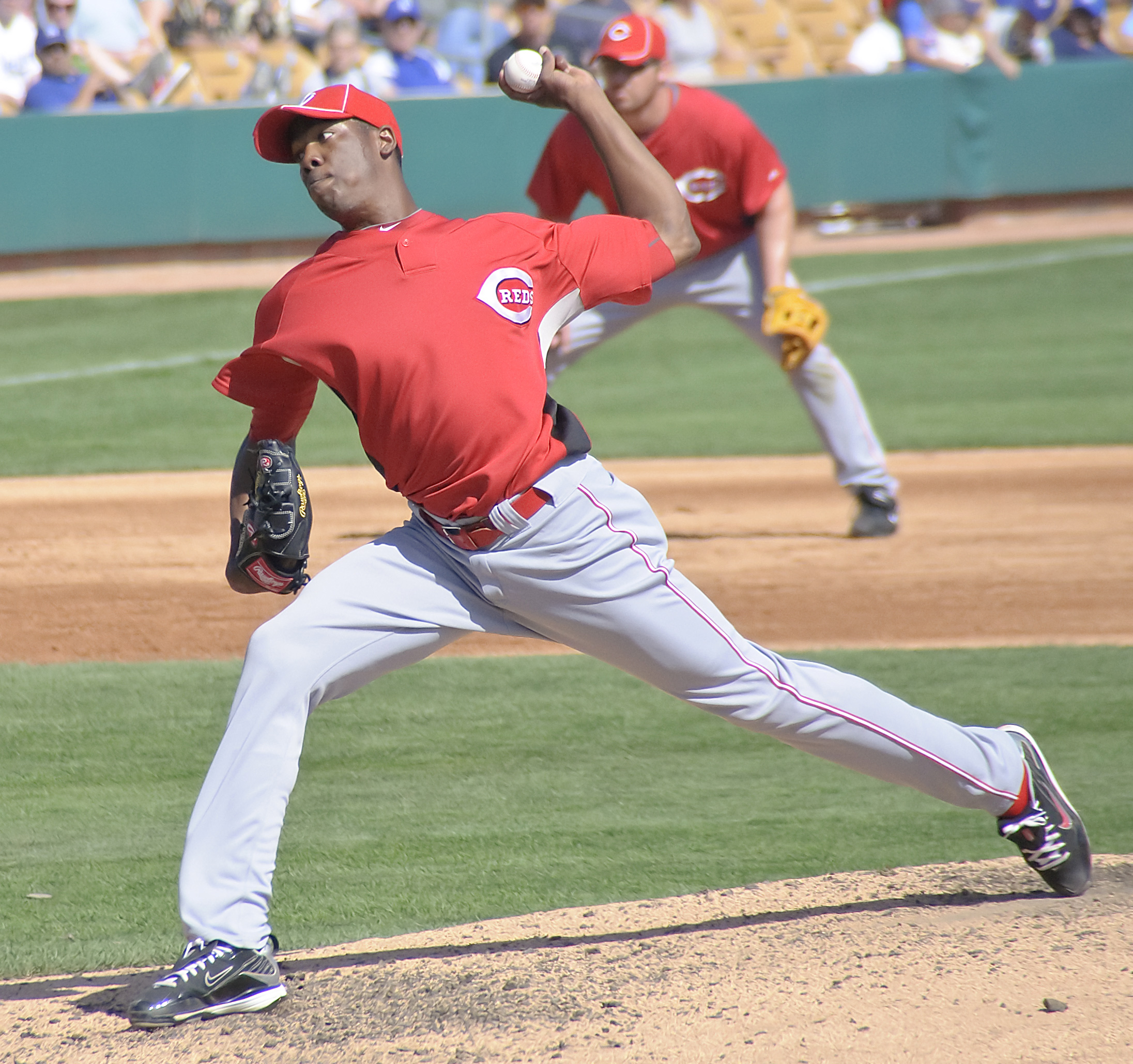
查普曼2010年在紅人隊春訓時。

2010年1月10日，查普曼和紅人簽下合約，總計是6年3,025萬美金的合約。
2010年球季，查普曼在小聯盟開始他的美職生涯。4月11日，是他在小聯盟的第1場出賽，4+2⁄3局投出9次三振只失1分。8月31日，查普曼被球隊叫上大聯盟，對密爾瓦基釀酒人的比賽中，於第八局上場投球，他的第1球投出98 mph的快速球，總計投了1局沒有失分，送出1次三振（當時接球的捕手為Ryan Hanigan），接著投出來到103 mph的快速球。隔天9月1日的比賽中，投出103.9 mph的快速球，為大聯盟球速紀錄上第2快的選手。9月24日，對聖地牙哥教士的比賽中，投出時速105.8英里（170.3）的快速球，打破大聯盟最快球速的紀錄，成為大聯盟投出最快球速的紀錄保持人，同時也列入金氏世界紀錄。
2011年4月18日，紅人對海盜，先前因手臂發炎休息4天的查普曼在九局上1：9大幅落後下登板調整，對第2名打者安德魯·麥卡琴投出的第4球，計分板上球速欄赫然亮起「106」，由於茲事體大，真實性立刻成為焦點，雅虎體育專欄作家Jeff Passan認為，這個數字可能有爭議。派森指出，現場有3支測速槍，紅人主場測到「106」，福斯體育台、大聯盟官方卻各測到「105」、「102.4」，由於架設的位置不同，才造成一個球有3個數值，可能只有一支是正確的，也可能全錯。有些轉播美職的媒體會自備測速槍，最常見的是直接採用主場的數字，少部分以大聯盟官方為主。最後，查普曼的「106」雖然無法列入正式紀錄，但大聯盟官方測得的最高速紀錄還是由他保持的105.8 mph(金氏世界紀錄)。

### 紐約洋基

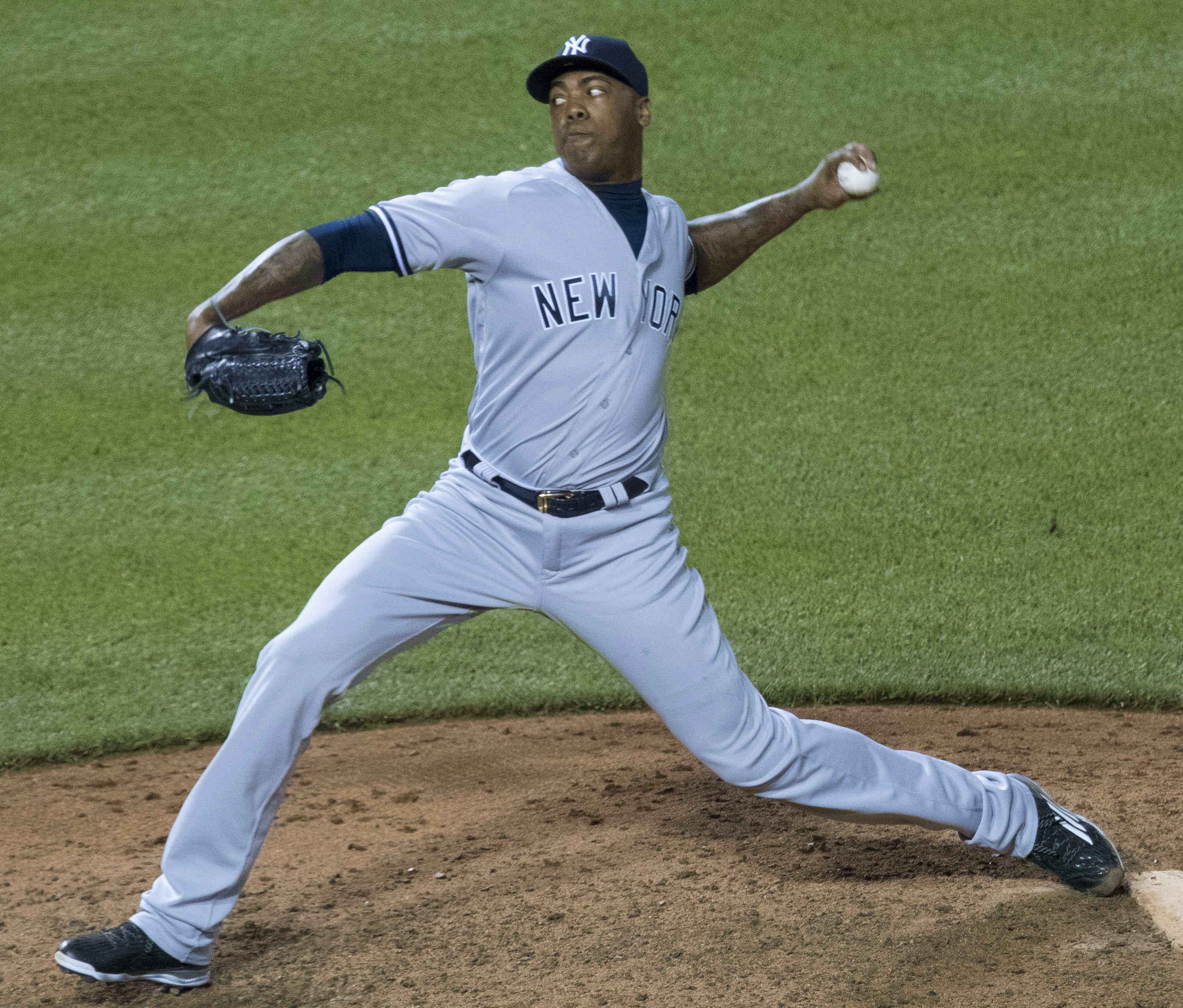
查普曼2016年在洋基隊之投球姿勢。

2015年12月28日，洋基啟動交易，將4個農場新秀Caleb Cotham、Rookie Davis、Eric Jagielo、Tony Renda送給紅人，換到查普曼。7月18日，他在對金鶯隊2-1領先情況下登板救援，最後兩球更連續投出大聯盟官方測速104英里和104.7英里（洋基球場測速105英里）的火球，成功拿下救援成功。2016年7月25日，洋基啟動交易，將查普曼交易至小熊，換到3位農場新秀與1位後援投手，分別是Rashad Crawford、比利·麥金尼、Gleyber Torres，以及2015球季結束後交易至小熊的亞當·沃倫。查普曼在洋基留下31場出賽20次救援成功44次三振防禦率2.01。

### 芝加哥小熊
10月8日，查普曼在季後賽第一輪對巨人第二戰登板，投出季後賽史上最快體感104.3英里的速球，拿下救援成功，也是他連續兩場救援成功。
10月11日，小熊隊季後賽第一輪對巨人第四戰九局下登板，以3個三振和12顆100英里以上的速球拿下救援成功，幫助小熊以系列賽3-1拿下勝利晉級第二輪。此輪他總計出賽4場，投3+1⁄3局，有7次三振。
10月30日，世界大賽第五戰，球隊勝場已經1-3落後，在賽中球隊得分3-2的領先情況下，查普曼在第七局提前登板，全場投2+2⁄3局，用42球，拿下4次三振。在其帶領下，小熊隊拿下睽違71年世界大賽的第1場主場勝利，將系列賽帶到第六戰。
世界大賽第7戰，芝加哥小熊隊於延長賽第十局以8：7擊敗克里夫蘭印地安人隊，拿下2016年世界大賽冠軍，終結了睽違108年的冠軍荒，他也得到MLB生涯首座世界大賽冠軍。然而，他在接受媒體訪問時，批評了教練團對自己的使用方式，引發討論。

### 紐約洋基（二次）
- 12月7日,查普曼與洋基隊簽下5年8,600萬美金的合約。
- 5月14號，因左肩旋轉肌發炎進入10天傷兵名單。
- 6月18號，從傷兵名單移除。
- 在9月結束後獲得單月最佳救援投手，在整個9月中，每次上場救援無失分。
- 在季後賽中表現優異，對上雙城、印地安人繼續上演無失分關門成功。在2017年季後賽拿到優異的成績0勝1敗，防禦率1.13，總共投了8局。

## 技術特點
左投的查普曼有193公分的身高，以四分之三（斜肩投球）的放球點出手，均速99-101mph（約159-161km/h）的四縫線速球與平均87-88mph（約140-142km/h）的滑球為其投球的主軸，2球種占了配球中超過9成的比例，偶爾也混合變速球作為搭配。雖然他擁有位列MLB頂尖的三振能力但控球並不穩定，MLB生涯保送率(BB/9)為4.2。
他是MLB史上出賽最少投球局數達成生涯500次三振的記錄保持人(292局)，其生涯三振率(K/9)高達驚人的15.0。

## 生涯成績
例行賽投球成績
| 年度 | 球隊         | 防禦率 | 投球局數 | 勝場 | 敗場 | 中繼成功 | 救援成功 | 出場數 | 奪三振 | 保送 | 被安打 | 被全壘打 | 每局被上壘率 |
| ---- | ------------ | ------ | -------- | ---- | ---- | -------- | -------- | ------ | ------ | ---- | ------ | -------- | ------------ |
| 2010 | 辛辛那提紅人 | 2.03   | 13+1⁄3   | 2    | 2    | 4        | 0        | 15     | 19     | 5    | 9      | 0        | 1.05         |
| 2011 | 辛辛那提紅人 | 3.60   | 50       | 4    | 1    | 13       | 1        | 54     | 71     | 41   | 24     | 2        | 1.30         |
| 2012 | 辛辛那提紅人 | 1.51   | 71+2⁄3   | 5    | 5    | 6        | 38       | 68     | 122    | 23   | 35     | 4        | 0.81         |
| 2013 | 辛辛那提紅人 | 2.54   | 63+2⁄3   | 4    | 5    | 0        | 38       | 68     | 112    | 29   | 37     | 7        | 1.04         |
| 2014 | 辛辛那提紅人 | 2.00   | 54       | 0    | 3    | 0        | 36       | 54     | 106    | 24   | 21     | 1        | 0.83         |
| 2015 | 辛辛那提紅人 | 1.63   | 66+1⁄3   | 4    | 4    | 0        | 33       | 65     | 116    | 33   | 43     | 3        | 1.15         |
| 2016 | 紐約洋基     | 2.01   | 31+1⁄3   | 3    | 0    | 0        | 20       | 31     | 44     | 8    | 20     | 2        | 0.89         |
| 2016 | 芝加哥小熊   | 1.01   | 26+2⁄3   | 1    | 1    | 0        | 16       | 28     | 46     | 10   | 12     | 0        | 0.82         |
| 2016 | 合計         | 1.55   | 58       | 4    | 1    | 0        | 36       | 59     | 90     | 18   | 32     | 2        | 0.86         |
| 2017 | 紐約洋基     | 3.22   | 50+1⁄3   | 4    | 3    | 1        | 22       | 52     | 69     | 20   | 37     | 3        | 1.13         |
| 2018 | 紐約洋基     | 2.45   | 51+1⁄3   | 3    | 0    | 1        | 32       | 55     | 93     | 30   | 24     | 2        | 1.05         |
| 2019 | 紐約洋基     | 2.21   | 57       | 3    | 2    | 0        | 37       | 60     | 85     | 25   | 38     | 3        | 1.10         |
| 2020 | 紐約洋基     | 3.09   | 11+2⁄3   | 1    | 1    | 0        | 3        | 13     | 22     | 4    | 6      | 4        | 0.86         |
| 2021 | 紐約洋基     | 3.36   | 56+1⁄3   | 6    | 4    | 1        | 30       | 61     | 97     | 38   | 36     | 9        | 1.31         |
| 2022 | 紐約洋基     | 4.46   | 36+1⁄3   | 4    | 4    | 1        | 9        | 43     | 43     | 28   | 24     | 4        | 1.43         |
| 2023 | 堪薩斯市皇家 | 2.45   | 29+1⁄3   | 4    | 2    | 8        | 2        | 31     | 53     | 20   | 16     | 0        | 1.23         |
| 2023 | 德州遊騎兵   | 3.72   | 29       | 2    | 3    | 6        | 4        | 30     | 50     | 16   | 21     | 4        | 1.28         |
| 2023 | 合計         | 3.09   | 58+1⁄3   | 6    | 5    | 14       | 6        | 61     | 103    | 36   | 37     | 4        | 1.25         |

紅字為生涯表現最佳，藍字為生涯表現最差
季後賽投球成績
| 年度 | 球隊         | 防禦率 | 勝場 | 敗場 | 中繼成功 | 救援成功 | 三振 | 投球局數 | 出場數 | 保送 | 被安打 | 被全壘打 | 被上壘率 |
| ---- | ------------ | ------ | ---- | ---- | -------- | -------- | ---- | -------- | ------ | ---- | ------ | -------- | -------- |
| 2010 | 辛辛那提紅人 | 0.00   | 0    | 1    | 0        | 0        | 1    | 1+2⁄3    | 2      | 1    | 3      | 0        | 1.80     |
| 2012 | 辛辛那提紅人 | 3.00   | 0    | 0    | 0        | 0        | 3    | 3        | 3      | 2    | 2      | 0        | 1.33     |
| 2016 | 芝加哥小熊   | 3.45   | 2    | 0    | 0        | 4        | 21   | 15+2⁄3   | 13     | 6    | 11     | 1        | 1.09     |
| 2017 | 紐約洋基     | 1.13   | 0    | 1    | 0        | 3        | 16   | 8        | 6      | 2    | 7      | 0        | 1.13     |
| 2018 | 紐約洋基     | 0.00   | 0    | 0    | 0        | 0        | 4    | 3        | 3      | 1    | 1      | 0        | 0.67     |
| 2019 | 紐約洋基     | 3.38   | 0    | 1    | 0        | 2        | 9    | 5+1⁄3    | 5      | 4    | 2      | 1        | 1.13     |
| 2020 | 紐約洋基     | 1.93   | 1    | 1    | 0        | 1        | 8    | 4+2⁄3    | 3      | 1    | 2      | 1        | 0.64     |
| 2023 | 德州遊騎兵   | 2.25   | 0    | 0    | 6        | 0        | 6    | 8        | 9      | 5    | 7      | 1        | 1.50     |

## 個人生活
當查普曼投奔自由時，他的爸爸、媽媽和2位姊姊留在國內，他的爸爸是一位拳擊教練。女朋友Raidelmis Mendosa Santiestelas幫他生下一位小孩Ashanti Brianna。

## 外部連結
- 球員資訊和成績在MLB ，ESPN ，Retrosheet ，Baseball Reference ，Baseball Reference (Minors) ，Fangraphs ，The Baseball Cube （英文）